# Barbara Buri
Barbara Buri (* 1939 in Täuffelen, Kanton Bern) ist eine deutsche literarische Übersetzerin, Schauspielerin und Kostümbildnerin.

## Leben
Barbara Buri lebt heute als Übersetzerin in Frankfurt am Main. Sie übersetzt Theaterstücke aus dem Niederländischen ins Deutsche. 1998 erhielt sie den Deutschen Kindertheaterpreis für ihre Übersetzung des Stückes "Die Tochter des Ganovenkönigs" von Ad de Bont.

## Übersetzungen
- Ad de Bont: Anne und Zef, Frankfurt am Main 2009 (übersetzt zusammen mit Jochen Neuhaus)
- Ad de Bont: Eine Odyssee, Frankfurt am Main 2007
- Ad de Bont: Rupa Lucian, Frankfurt am Main 1996 (übersetzt zusammen mit Maria von Loe)
- Ad de Bont: Die Tochter des Ganovenkönigs, Frankfurt am Main 1997
- Leonard Evers: Gold, Berlin 2013
- Suzanne van Lohuizen: Die Geschichte von Rama, Frankfurt am Main 1997
- Jeroen Olyslaegers: Tief im Loch und das Schwein sucht mit, Bochum 2004
- Arne Sierens: Drummer, Frankfurt am Main 1999
- Filip Vanluchene: Die Farbe Null, 2005
- Karst Woudstra: Anterotikon, Frankfurt am Main 2000
- Karst Woudstra: Feinstes Leder, Frankfurt am Main 1999
- Karst Woudstra: Nach Italien, Frankfurt am Main 2000
- Karst Woudstra: Spiegelsplitter, Frankfurt am Main 1997 (übersetzt zusammen mit Maria von Loe)
- Karst Woudstra: Strand, Frankfurt am Main 1996 (übersetzt zusammen mit Maria von Loe)
- Karst Woudstra: Der Tod des Herakles, Frankfurt am Main 1996 (übersetzt zusammen mit Maria von Loe)
- Karst Woudstra: Die Trauerfalle, Frankfurt am Main 1998